# Ray Edwards
Ray Edwards (Map Mercya, 1924-2 d'abril de 2008) va ser un estudiós de la llengua còrnica.

## Biografia
Treballà com a professor de llengües i va començar a aprendre còrnic quan es va jubilar en 1980; va donar suport al Kernewek Kemmyn com a forma estandarditzada escrita del còrnic. En 1982 va ser declarat Bard de Cornualla.
En 1983 el Kesva an Taves Kernewek li va demanar d'organitzar un curs de còrnic per correu conegut com a "Kernewek dre Lyther" o 'Còrnic per carta' amb ell, actualment estudien unes 300 persones tant de Cornualla com de la resta del món, especialment d'Austràlia i Estats Units, on hi ha colònies còrniques significatives. Aquest curs, originalment en anglès, ha estat traduït al bretó i al txec.
Ray Edwards va publicar diversos llibres tant en anglès com en còrnic (en la varietat 'kernewek Kemmyn'). També publicava regularment notes, Notennow Kernewek, al mensual còrnic An Gannas (El Missatger), i An Asyn (El cul, 1989) sobre els seus estudis sobre còrnic antic i els manuscrits que encara es conserven.

## Obres
- Tri Hwedhel a-dhiworth Kanada: Three Tales from Canada (1996)
- Dew Hwedhel Istorek: Two Historical Tales (1993)
- Krowseryow Kernewek: Cornish Crosswords (1996)
- Gwersyow Kernewek: Cornish Verses (2005)
- Gougnnadow War an Tekstow Settys Outh Peswara Gradh Rag 2002, 2003, 2004: Questions on the Set Books at Fourth Grade for 2002, 2003, 2004 (2002)
- Alys Y'n Vro A Varthusyon Ha der an Gweder-Mires de Lewis Carroll